# Аврам (име)
Аврам је мушко хебрејско, библијско име. Потиче од старохебрејске речи „Abraham“, „Abram“, што значи „узвишени отац“. Ово је заправо варијанта јеврејског, енглеског, немачког и холандског имена Абрахам. Грчко значење имена је „отац многих“. Обично се помиње као праотац Аврам, библијска личност. Име је распрострањено како код Јевреја, тако и код хришћана. Изведено (скраћено) име је Авро. Унето је и у исламску традицију, јер је Аврам признат као један од пророка пре Мухамеда и арапска варијанта имена је Ибрахим.